# Lea Goldberg

"Songs of My Beloved Country" - Rascunho, na caligrafia de Leah Goldberg

Lea Goldberg, (em hebraico:  לאה גולדברג, Königsberg, 29 de maio de 1911 — Jerusalém, 15 de janeiro de 1970) foi uma tradutora e escritora israelense.

## Biografia
Nascida numa família de judeus lituanos em Königsberg (actual Kaliningrado, Rússia, então Alemanha), Goldberg estudou na universidade de Kaunas (Lituânia), Berlim e Universidade de Bonn, especializando-se em filosofia e línguas semíticas, uma disciplina em que foi doutora em 1933 na Universidade de Bonn, com uma tese sobre o dialeto samaritano. Terminou seus estudos e retornou à Lituânia, onde ensinou literatura em Raseiniai.
Emigrou ao Mandato Britânico da Palestina em 1935, onde foi membro do grupo Yahdav dos poetas Abraão Shlonsky e Nathan Alterman.
No ano seguinte, sua mãe foi para a Palestina e as duas estabeleceram-se em Tel Aviv, no 15 da rua Arnon. Lea Goldberg trabalhou como consultora literária de Habima, o teatro nacional, e como editora de publicações para a editora Sifriyat Po'alim ("Biblioteca dos trabalhadores"). Em 1954, começa a ministrar cursos de literatura na Universidade Hebraica de Jerusalém e, desde 1963, dirigiu o departamento de literatura comparada.
Morreu de câncer aos 58 anos.

### Poesia
- Taba`ot Ashan; Iachdav, 1935
- Shibolet Yerukat Ha-Ayin; Dfus Hanakdan, 1940
- Shir Ba-Kefarim; Dfus Hanakdan, 1942
- Mi-Beiti Ha-Yashan; Sifriat Poalim, 1942
- Al Ha-Prihah; Sifriat Poalim, 1948
- Ahavat Shimshon; Mikra-Studio, 1952
- Barak Ba-Boker; Sifriat Poalim, 1955
- Mukdam Ve-Meuhar; Sifriat Poalim, 1959
- Im Ha-Laila Ha-Ze; Sifriat Poalim, 1964
- Yalkut Shirim; Iachdav/Writers Association, 1970
- She`erit Ha-Hayim; Sifriat Poalim, 1971
- Zuta; Sifriat Poalim/Hakibbutz Hameuchad, 1981
- Shirim ("Poèmes"); Sifriat Poalim, 1986
- At Telchi Ba-Sadeh; Sifriat Poalim, 1989
- Mivhar Shirim; Sifriat Poalim, 1989
- Be-Eretz Ahavati; Sifriat Poalim, 1997

### Novelas e outros
- Michtavim Mi-Nesiah Medumah; Davar, 1937; Sifriat Poalim, 2007
- Ve-Hu Ha-Or; Sifriat Poalim, 1946, 1994; Hakibbutz Hameuchad, 2005
- Pegisha Im Meshorer; Sifriat Poalim, 1952
- Ba`alat Ha-Armon; pièce de théâtre; Sifriat Poalim, 1956
- Michtavim Ve-Ioman; Massada, 1978
- Mahazot; Sifriat Poalim, 1979
- Ketavim; Sifriat Poalim, 1979
- Sipurim; Sifriat Poalim, 1996
- Yomanei Lea Goldberg; Sifriat Poalim, 2005

### Literatura infantil
- Ha-Orahat Mi-Kineret; 1939
- Ha-Ir Ve-Ha-Kfar; 1939
- Dan Ve-Dina Metaylim Be-Tel Aviv; Tel Aviv Municipality, 1940
- Gan Ha-Hayot; Dvir, 1941
- Yedidai Mi-Rechov Arnon; Sifriat Poalim, 1943
- Mah Osot Ha-Ayalot; Sifriat Poalim, 1944
- Ha-Beivar He-Aliz; Twersky, 1947
- Kova Ksamim; Sifriat Poalim, 2005
- Kach Yashir Olam Tzair; Sifrei Tzabar, 1950
- Be-Eretz Sin; poésie pour enfants; Mikra, 1951
- Nissim Ve-Niflaot; Sifriat Poalim, 1954
- Malkat Sheva Ha-Ktanah; Sifrei Tzabar, 1956
- Ayeh Pluto; Sifriat Poalim, 1957
- Dirah Leaskir; Sifriat Hapoalim, 1959; 1970
- Ha-Yeled Ha-Ra; 1959; Tel Aviv, Sifriat Poalim/Hakibbutz Hameuchad, 2005
- Tzrif Katan; Sifriat Poalim, 1959
- Ma`ase Be-Tzayar; Sifriat Poalim, 1965
- Harpatkah Ba-Midbar; Hakibbutz Hameuchad, 1966
- Ha-Mefuzar Mi-Kfar Azar; Am Oved, 1968
- La-Pilah Yesh Nazelet; Bronfman, 1975
- Mar Gazmai Ha-Badai; Sifriat Poalim, 1977
- Ve-Culam Haverim; Sifriat Poalim, 1978
- Shamgar Ha-Nagar; Sifriat Poalim, 1979
- Leket Mi-Shirei Leah Goldberg; Sifriat Poalim, 1998
- Ma`ase Be-Shlosha Egozim; Hakibbutz Hameuchad/Sifriat Poalim, 1959, 2007
- Danny Ve-Ha-Tuki; The Zionist Confederation, 1980
- Bo'u Ananim; Sifriat Poalim, 1982
- Uri, Sifriat Poalim, 1983
- Mor He-Hamor; Sifriat Poalim, 1987
- Mi-Sipurei Mar Kashkash; Sifriat Poalim, 1987
- Dov Duboni Ben Dubim Metzahtzeah Na`alaim; Sifriat Poalim, 1987
- Aleh Shel Zahav; Sifriat Poalim, 1988
- Ma Nishkaf Be-Haloni ; Sifriat Poalim, 1989
- Halomotav Shel Melech ; Sifriat Poalim, 1994
- Mi Ba-Bitan? ; Sifriat Poalim, 1997
- Sipur Al Yair ; Sifriat Poalim/ Hakibbutz Hameuchad, 2006

## Traduções em Inglês
- Lea Goldberg: Selected Poetry and Drama; Leah Goldberg; trad.: Rachel Tzvia Back; éditeur: Toby Press; 30 juin 2005; ISBN  1592641113; ISBN  978-1592641116
- Light on the rim of a cloud; Leah Goldberg; ed.: Didymus Press; 1972; ASIN: B0006CAPKC
- Little queen of Sheba: A story about new immigrant children in Israel; auteur: Leah Goldberg; éditeur: Union of American Hebrew Congregations; 1959; ASIN: B0007ER0NO
- On the Blossoming (World Literature in Translation); Leah Goldberg; ed.: Routledge;74 pages; 1er juillet 1992; ISBN  082400034X; ISBN  978-0824000349
- Russian literature in the nineteenth century: Essays; Leah Goldberg; ed.: Magnes; 1976; 205 pages; ASIN: B0000EE0VP
- Lady of the castle: A dramatic episode in three acts (Modern Hebrew drama); Leah Goldberg; ed.: Institute for the Translation of Hebrew Literature; 1974; 95 pages; ASIN: B0006CW2YO
- Room for rent; Leah Goldberg; ed.: Ward Ritchie Press; 1972; ASIN: B0006C0V4M
- Certain aspects of imitation and translation in poetry; Leah Goldberg; ed.: Mouton & Co; 1966; ASIN: B0007JT5TG

## Prêmios
- "Premio Ruppin" (1949)
- "Premio Israel" (1970)